# Стюарт Литъл: Анимационният сериал
„Стюарт Литъл: Анимационният сериал“ (на английски: Stuart Little: The Animated Series) е американски анимационен сериал, от части базиран на книгата „Стюарт Литъл“ на Елуин Брукс Уайт, но повече на едноименната филмова поредица. Продуциран е от Red Wagon Productions and Sony Pictures Television за HBO Family и е излъчен през 2003 г. в рамките на тринайсет епизода.

## Любопитно
- Дейвид Кауфман озвучава Стюарт, който във филмите е изигран от Майкъл Джей Фокс. Той замества Фокс и в сериала „Завръщане в бъдещето“.

## „Стюарт Литъл: Анимационният сериал“ в България
В България сериалът започва излъчване на 3 юни 2006 г. по Нова телевизия, всяка събота от 09:30, като е преведен просто „Стюарт Литъл“. Последният епизод е излъчен на 26 август. Повторното му излъчване започва на 12 май 2008 г. от 06:30 с разписание всеки делничен ден от 06:00 по два епизода един след друг и завършва на 20 май. Ролите се озвучават от Елена Русалиева, Силвия Лулчева, Борис Чернев и Васил Бинев.
На 1 октомври 2011 г. започва повторно излъчване по bTV Action с нов дублаж, всяка събота от 07:00 по два епизода и неделя от 06:00 по четири епизода. Ролите се озвучават от Сандра Петрова, Мариан Бачев, Александър Митрев и Ася Рачева.
През 2014 г. започва и по bTV Comedy.